# Folium de Descartes

Folium de Descartes
x^{3} + y^{3} − 3axy = 0, a = 1.

El folium de Descartes (‘hoja de Descartes’) es una curva algebraica propuesta por vez primera por Descartes en 1638 con la ecuación implícita:
{\displaystyle x^{3}+y^{3}-3axy=0}
También puede ser descrita explícitamente en coordenadas polares como:
{\displaystyle r(\theta )={\frac {3a\sin \theta \cos \theta }{\sin ^{3}\theta +\cos ^{3}\theta }}}

## Historia
La curva fue propuesta y estudiada por primera vez por René Descartes en 1638. Su fama se debe a un incidente en el desarrollo del cálculo infinitesimal. Descartes desafió a Pierre de Fermat a encontrar la recta tangente a la curva en un punto arbitrario, ya que Fermat había descubierto hacía poco tiempo un método para encontrar rectas tangentes. Fermat resolvió el problema fácilmente, algo que Descartes no pudo hacer. Desde la invención del cálculo, la pendiente de la recta tangente se puede encontrar fácilmente usando una función implícita.

## Características de la curva

### Ecuación de la tangente
Usando el método de diferenciación implícita, la ecuación anterior puede resolverse para y':
{\displaystyle {\frac {dy}{dx}}={\frac {ay-x^{2}}{y^{2}-ax}}}
Usando la forma punto-pendiente de la ecuación de una línea recta, puede hallarse una ecuación para la tangente de la curva en {\displaystyle (x_{1},y_{1})}:
{\displaystyle y-y_{1}={\frac {ay_{1}-x_{1}^{2}}{y_{1}^{2}-ax_{1}}}(x-x_{1})}

### Tangentes horizontal y vertical
La línea tangente del folium de Descartes es horizontal cuando {\displaystyle ay-x^{2}=0}. Por tanto, la línea tangente es horizontal cuando: 
{\displaystyle x^{6}=2a^{3}x^{3}}
La línea tangente del folium de Descartes es vertical cuando {\displaystyle y^{2}-ax=0}. Por tanto, la línea tangente es vertical cuando:
{\displaystyle y^{6}=2a^{3}y^{3}}
Esto puede explicarse gracias a una propiedad de la simetría de la curva. Mirando el gráfico, puede verse que la curva tiene dos tangentes horizontales y dos tangentes verticales. Así pues, la curva del folium de Descartes es simétrica respecto a {\displaystyle y=x}, por lo que si una tangente horizontal tiene una coordinada de {\displaystyle (x_{1},y_{1})}, entonces hay una tangente vertical correspondiente, {\displaystyle (y_{1},x_{1})}.

### Asíntota
La curva tiene una asíntota:
{\displaystyle x+y+a=0}
La asíntota tiene un gradiente de -1 y corta los ejes de coordenadas en los puntos {\displaystyle (0,-a)} y {\displaystyle (-a,0)}.

## Componentes algebraicas del folium de Descartes
Si se resuelve {\displaystyle x^{3}+y^{3}=3axy} para {\displaystyle y} en función de {\displaystyle x}, se obtiene para una porción del gráfico, es decir cuando {\displaystyle x<=0} y {\displaystyle a{\sqrt[{3}]{4}}<=x} (suponiendo que {\displaystyle a>0}), la ecuación  
{\displaystyle y={\sqrt[{3}]{-{\frac {1}{2}}x^{3}+{\sqrt {{\frac {1}{4}}x^{6}-a^{3}x^{3}}}}}+{\sqrt[{3}]{-{\frac {1}{2}}x^{3}-{\sqrt {{\frac {1}{4}}x^{6}-a^{3}x^{3}}}}}}
y para la otra porción tres ecuaciones en forma trigonométrica, dos de las cuales trazan el bucle del folium.  
Puede comprobarse en este caso que la diferenciación implícita es un método mucho más simple de obtener una ecuación para la tangente de la curva, en lugar de intentar diferenciar las ecuaciones explícitas, que son mucho más complejas. Sin embargo, en este caso la diferenciación implícita no nos ayuda a calcular las tangentes (son dos - los ejes de coordenadas) en el origen porque nos halla en el caso de indeterminación {\displaystyle 0/0}. Para resolver esta problema es recomendable determinar una forma paramétrica de la ecuación. Esto se puede hacer a través de la sustitución {\displaystyle y=tx}, donde {\displaystyle t} es el parámetro.   